# Chiesa di Santa Tecla Vergine
La Chiesa di Santa Tecla Vergine è il principale luogo di culto di Santuzzi (frazione del comune di Carlentini), ubicata in via Palmiro Togliatti.

## Storia
Nel 1989, iniziò la nuova pastorale cristiana in contrada Santuzzi, nel comune di Carlentini, con l’organizzazione di attività religiose in un garage. L'8 dicembre 1990, Giuseppe Costanzo, Arcivescovo di Siracusa, eresse canonicamente la parrocchia, che fu dedicata a santa Tecla Vergine nel gennaio del 1991. Il 10 gennaio 1992, la comunità celebrò i primi festeggiamenti in onore di santa Tecla, con la processione di un'antica statua lignea della santa.

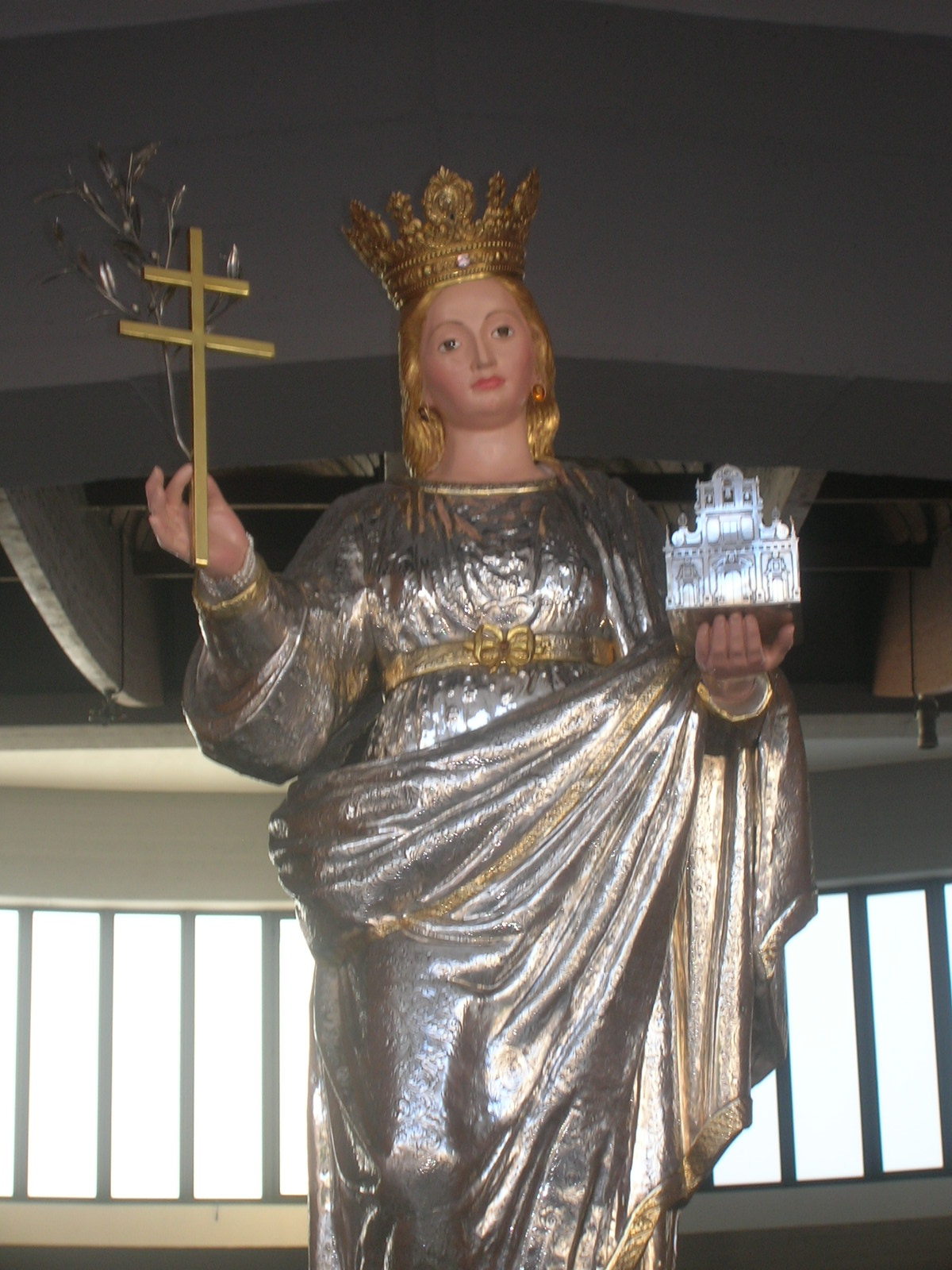
Simulacro di santa Tecla Vergine

Nel settembre 1992, fu commissionato allo scultore siracusano Giuseppe Campanelli la realizzazione di un nuovo simulacro in legno di cipresso, modellato sull'antica statua. Successivamente, nel novembre 1992, il simulacro fu inviato a Palermo per il rivestimento in argento, eseguito dai maestri cesellatori Giuseppe Scafiti e Pietro Accardi. Il 1° gennaio 1993, il nuovo simulacro arrivò in parrocchia, trasportato da un elicottero dei Vigili del Fuoco, e venne celebrato nella festa di santa Tecla.
Nel 2002, fu inaugurata una nuova chiesa parrocchiale, una struttura in cemento armato che poteva ospitare fino a 1000 persone. I festeggiamenti esterni per Santa Tecla furono spostati al mese di giugno nel 2003, mentre nel 2004 la festa esterna venne definitivamente fissata per la terza domenica di ottobre, mantenendo il 10 gennaio per la solennità liturgica.
Nel 2005, la comunità parrocchiale avviò la ricerca delle reliquie di santa Tecla, e nel settembre dello stesso anno una delegazione fu invitata nella Chiesa Madre di San Fratello (ME), dove furono promessi frammenti ossei della santa. Le reliquie furono consegnate ufficialmente il 15 ottobre 2005.

## Feste
- Solennità di Santa Tecla Vergine ; 10 gennaio (celebrazione liturgica) Terza domenica di ottobre (celebrazione esterna)